# Битва при Дарі
Битва при Дарі — битва, що відбулася між Візантією (Східною Римською) імперією та Державою Сасанідів у 530 році. 

## Передумови
Візантійська імперія воювала з Сасанідами від 527 року, нібито тому, що Кавад I намагався змусити іберійців стати зороастрийцями. Іберійський король втік від Кавада, але Кавад намагався помиритися з візантійцями, і запропонував Юстиніану I усиновити його сина Хосрова. Юстиніан погодився, але за умови, що він буде робити це лише за варварським обрядом. Це не задовольняло Кавада, що напав на візантійських союзників, тому Юстиніан послав своїх полководців Ситтаса та Велізарія в Персію, де вони були спершу розбиті. У 529 році невдалі переговори наступника Юстініана привели до експедиції Сасанідів у розмірі 40,000 чоловік у напрямку Дари. Наступного року Велізарія повернули назад до регіону разом з Гермогеном та армією. Кавад відповів ще 10,000 військовими під проводом генерала Пероза, який став табором приблизно в п'яти кілометрах біля міста Аммодія, поблизу Дари.

## Розташування сил
Перси, переважаючи римлян на 15000 військових, розгорнулися на відстані 20 стадіїв від міста Дара і вишикувалися у бойові лінії. Незважаючи на те, що він був у меншості, Велізарій вирішив дати бій. Він викопав ряд траншей, щоб перекрити натиск перської кінноти, залишивши між ними прогалини, щоб дозволити контратаку. За словами Ірфана Шахіда, тактика була перейнята від персів у битві при Танурісі двома роками раніше. Військо візантійців було висунете вперед по флангам, тоді як його центр прогнувся назад. Тут він розмістив свою піхоту за центральним ровом, розмістившись досить близько до стін фортеці, щоб забезпечити прикриваючий вогонь з міських укріплень. На лівому і правому флангах знаходилася візантійська кіннота. Підтримуючи їх на внутрішніх флангах, були невеликі загони гунів: 300 гунських вершників під проводом Сунікаса та Ейгана, що підтримували лівий фланг; і стільки ж гунів на правому фланзі під командуванням Сіммаса та Аскана. Також Велізарій виставив загін кінноти Герулів під начальством Фараса у засідці поза його лівим флангом. За його центром утримувався резерв, що складається з його власної свити вершників-буциларіїв, якою командував Йоан з Вірменії, його довірений лейтенант і друг.

## Хід битви

#### Перший день
У перший день, за словами Прокопія Кесарійського, не було загальних сутичок, а натомість серія поєдинків між чемпіонами з обох сторін. Один конкретний бій включав перського воїна, який кинув виклик Велізарію на двобій; але натомість його зустрів візантійський раб з бані на ім'я Андреас. Андреас, який таємно тренувався з охоронцями-буциларіями Велісарія, пізніше цього дня вбив не лише цього перського чемпіона, а й другого суперника. Тоді перси відійшли до Аммодія на ніч. Деякі автори, однак, висловлюють сумніви щодо правдивості розповіді Прокопія і стверджують, що, хоча випадки поодинокого бою ймовірно траплялися в ході битви, опис Прокопія є лише спробою художнього перебільшення, а збіркою фактів.. Інше джерело, яке, як вважається, засноване на офіційних документах, дійсно посилається на окремі бої, але раба на ім`я Андреас не згадується і, окрім того, будь-які бойові дії на першому етапі битви. Загалом дослідники вважають, що перший день обидві сторони проводили розвідку сил один одного.
Після першого дня сутичок Велізарій надіслав листа перському полководцю. Замість того, щоб вести бій, він вважав, що найкраще уникати конфліктів, і натомість наполягав на тому, щоб їхні суперечки були врегульовані дискусією. У листі він написав: "Перше благословення - це мир, як погоджуються всі люди, які мають навіть крихту розуму... Отже, найкращим полководцем є той, хто здатен досягти миру на війні". Спроба домовитися між сторонами провалилася та бойові дії було поновлено. Перси вважали візантійську армію другосортною; цей лист разом їх чисельною перевагою, ймовірно, зробив перського полководця Пероза ще більш впевненим у перемозі.

#### Другий день
На другий день бою з Нісібіса прибуло підкріплення з 10,000 вояків. Сасанідська та візантійська легка піхота обмінялися вогнем, що призвело до незначних жертв з кожного боку. Як розповідає Прокопій, "Спочатку обидві сторони розрядили стріли один проти одного, і стріли за великою їх кількістю зробили, як би, величезну хмару; і багато людей падали з обох боків, але снаряди варварів летіли набагато густіше... Вороги замінювали один одного по черзі, стріляючи, та не даючи можливості отямитися. Але для римлян це було не найгірше. Стійкий вітер дув с боку варварів, не даючи змоги римським стрілам дістатися позицій персів". Не дивлячись на перевагу персів, бій був досить рівним або навіть на користь Велізарія. Тоді перси утворили дві лінії: правий фланг під Пітіаксом і лівий під Баресаманом. У цей час доби у регіоні стояла неймовірна спека близько 45 °C. Перша хвиля перської атаки була спрямована проти візантійського лівого флангу. Перси змогли перетнути рів, відкинувши візантійську кінноту, але втручання гунського загону Сунікаса та герулів під командуванням Фараса змусило персів відступити з захоплених позицій. Тоді перси атакували візантійське право крило, куди Пероз послав сасанідських безсмертних, що були елітними перськими важкоозброенними піхотинцями. Візантійська кіннота та піхота, що захищали рів, були відсунуті всюди на правому фланзі. Але Велізарій здійснив контратаку зі своєю резервною кавалерією буциларіїв і розділив перські війська надвоє. Половина персів переслідували візантійську кінноту, а решта потрапили в пастку, а Баресаман був убитий разом із 5000 іншими людьми. Візантійська кіннота також взяла верх і розгромила своїх переслідувачів. Велізарій переслідував персів кілька миль, загальні втрати персів склали більше 8,000 людей.

## Наслідки битви
Після нищівної поразки Сасаніди під проводом спахбеда (воєначальника) Азарета та підтримкою лахмідських загонів розпочали чергове вторгнення, цього разу через територію Комагени. Велізарій зірвав їхній план швидким маневруванням і змусив персів дати бій під Калінікумом,в якому візантійці поступилися персам, але втрати виявилися з обох боків відчутними. У 540 та 544 роках на Дару напав Хосров І, який не зміг її взяти жодного разу. Нарешті Хосров таки захопив Дару у 573 році. Врешті візантійці вимушені були платити данину сасанідському Ірану в обмін на мирний договір, так званий "Вічний мир". Поразка персам та втрата Дари, як кажуть, призвела до того, що Юстиніан I відмовився від контролю над Іберією та почав створювати план відвоювання земель Західної Римської Імперії у варварів. Римську експедицію, що почала відвоювання з Північної Африки та знищення Королівства Вандалів, очолив полководець Велізарій,що на той час вже мав колосальний авторитет при дворі імператора за свої військові заслуги у Месопотамії та придушення повстання Ніка.